# とちぎメディカルセンター 総合健診センター
とちぎメディカルセンター 総合健診センター（とちぎメディカルセンターそうごうけんしんセンター）は、栃木県栃木市にある一般財団法人とちぎメディカルセンター（TMC）が設置した健診センター。

## 概説
設立の経緯は、とちぎメディカルセンター#歴史を参照。
旧下都賀郡市医師会病院の敷地に設置された、とちぎメディカルセンター総合保健医療支援センターの1部門である。同センターにはほかに介護老人保健施設とちぎの郷、訪問看護ステーション、居宅介護支援事業所の3部門があり、TMC本部と下都賀郡市医師会本部が併設されている。

## 利用実績
2019年度統計
- 健診・検診：56,049人
  - うち事業所健診：24,589人、学校健診：25,836人
- 人間ドック：324人

## アクセス
- JR両毛線・東武鉄道日光線・宇都宮線栃木駅から
  - 徒歩10分
  - 蔵の街観光バス 循環バスのらっせ号「医師会病院前」から 徒歩すぐ
- 東北自動車道・北関東自動車道栃木インターチェンジから 車10分